# Leo Schönbach
Leo Schönbach (* 30. September 1892 in Leipzig; † 4. Februar 1945 in Shanghai) war ein deutscher Musiker und Kapellmeister.

## Leben
Leo Schönbach wurde 1892 als jüngstes von drei Kindern in eine aus Czernowitz (Bukowina) stammende jüdische Kaufmannsfamilie geboren. Sein Großvater mütterlicherseits betrieb um 1900 in Halle (Saale) einen „25-Pfennig-Basar“, sein Vater war Inhaber eines Geschäfts für Haus- und Küchengeräte, das nach dessen Tod von Leo Schönbachs älterem Bruder Jakob übernommen wurde.
Leo Schönbach erhielt am Konservatorium Leipzig eine Musikausbildung und spielte anschließend als Solocellist am Herzoglichen Hoftheater in Altenburg. 1917–1920 arbeitete er als Chordirektor und 1920–1924 als Solorepetitor und Kapellmeister am Stadttheater in Halle. Danach arbeitete er als freischaffender Kapellmeister, Musiklehrer, Cellist, Pianist sowie als Konzertbegleiter namhafter Sänger wie etwa Marcel Wittrisch.
Schönbach war Mitglied der humanitären halleschen Freimaurerloge "Zur Burg am Saalestrande", die auch Nichtchristen aufnahm. Als diese 1926 zu einer christlich geprägten Großloge wechselte, verließ er zwangsläufig die Loge.
1935 wurde Schönbach aufgrund seiner jüdischen Herkunft aus der Reichsmusikkammer ausgeschlossen und erhielt somit Auftrittsverbot für deutsche Bühnen. Fortan bestritt er seinen Lebensunterhalt durch Auftritte, die durch den Kulturbund Deutscher Juden organisiert wurden. Er übernahm die Leitung der Jüdischen Chorvereinigung und war weiterhin als Dirigent, Solocellist und Pianist tätig. Als Konzertbegleiter der jüdischen Sängerin Beatrice Freudenthal-Waghalter reiste er in mehrere deutsche Großstädte. 1937 übernahm er die musikalische Leitung der Leipziger Kleinkunstbühne „Der bunte Karren“.
Im August 1938 wurde die Familie Schönbach aufgefordert, Deutschland umgehend zu verlassen. Sämtliche Versuche Visa zu erhalten scheiterten jedoch. Anfang 1939 versuchten Leo und Jakob Schönbach illegal in die Niederlande zu gelangen. Sie wurden aber entdeckt und verhaftet. Am 11. März 1939 konnten die beiden Brüder schließlich nach Shanghai emigrieren. Ihre Schwester Regina sowie Jakobs Frau und Tochter folgten wenig später. Die Ausreise finanzierten sie über den Zwangsverkauf ihres Hauses in Halle sowie durch Mittel aus dem Auswandererhilfsfond.
In Shanghai wurde Schönbach gemeinsam mit Henry Margolinski musikalischer Leiter des „Russian Club-Theatre“, wo er zahlreiche Operetten und Opern dirigierte, darunter 1943 Emmerich Kálmáns Die Csárdásfürstin. Mitten in den Proben zu Pietro Mascagnis Cavalleria rusticana erlitt er am 4. Februar 1945 einen tödlichen Schlaganfall. Zu seiner Beerdigung kamen mehrere hundert Menschen. In einem Nachruf wurde er als „König der Operette in Shanghai“ bezeichnet.
Leo Schönbachs Bruder kehrte nach dem Krieg mit seiner Familie nach Halle zurück, seine Schwester Regina emigrierte in die Vereinigten Staaten.

## Gedenken

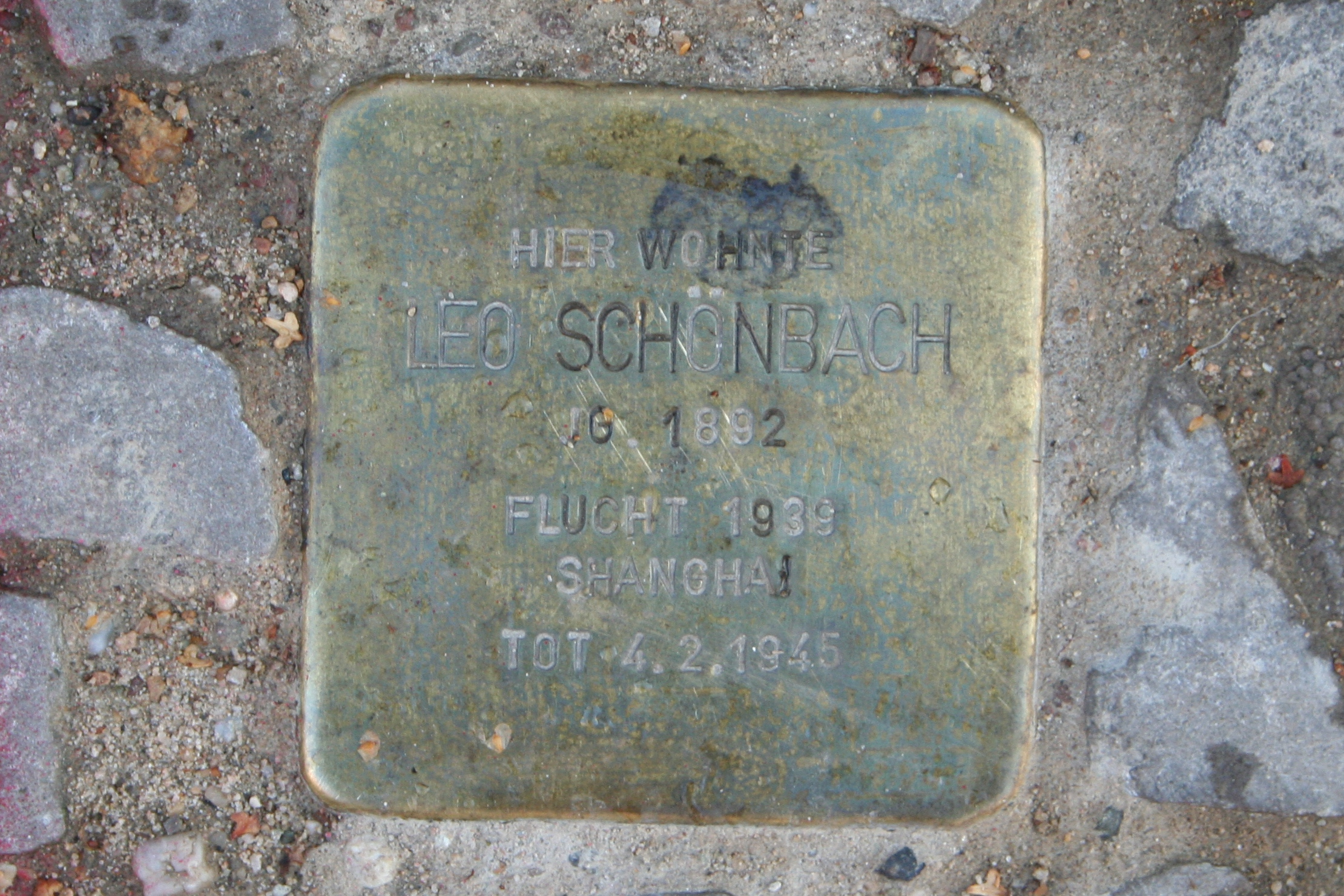
Stolperstein zum Gedenken an Leo Schönbach; Lafontainestraße 4, Halle (Salle)

1999 wurde im Theaterviertel im halleschen Stadtteil Böllberg/Wörmlitz der Leo-Schönbach-Weg nach ihm benannt. Im August 2010 wurde das Straßenschild mit einer zusätzlichen Tafel versehen, die Informationen über seinen Lebensweg enthält.
Am 3. November 2012 wurde vor seinem letzten Wohnhaus in Deutschland in der Lafontainestraße 4 in Halle ein Stolperstein verlegt.